# 联安水库
联安水库是广东省广州市增城区的一个水库。始建于1956年，1960年竣工。因地处联安自然村而得名。水库库坝高28米，坝长280米，集雨面积42平方公里，总库容量3803万立方米。建有电站1座。